# Orino (Fluss)
Der Orino, auch Orin, ist ein rund 16 Kilometer langer linker Nebenfluss des Brenno im Schweizer Kanton Tessin. Er durchfliesst das Val Malvaglia, ein Seitental des Valle di Blenio, und entwässert dabei ein Gebiet von rund 72 Quadratkilometern. Der Fluss verläuft dabei nur auf dem Gemeindegebiet von Serravalle.

## Verlauf
Der Orino entspringt auf 2659 m ü. M. zwischen Rheinwaldhorn und Logia unterhalb des Passo dei Cadabi, der ins Tal des Hinterrheins führt. Er fliesst anfangs vorwiegend in südöstliche Richtung und nimmt dabei mehrere Bäche auf. Nach der Einmündung des Ri di Costa macht er einen grösseren Bogen Richtung Südwesten und mündet in den Stausee Laghetto della Val Malvaglia. Er verlässt den See wieder, durchfliesst Orino bei Malvaglia und mündet nahe Semione auf 367 m ü. M. in den Brenno, der nur wenig später in den Ticino mündet.